# Lomariopsis chinensis
Lomariopsis chinensis är en ormbunkeart som beskrevs av Ren-Chang Ching. Lomariopsis chinensis ingår i släktet Lomariopsis och familjen Lomariopsidaceae. Inga underarter finns listade.